# Effet Thatcher

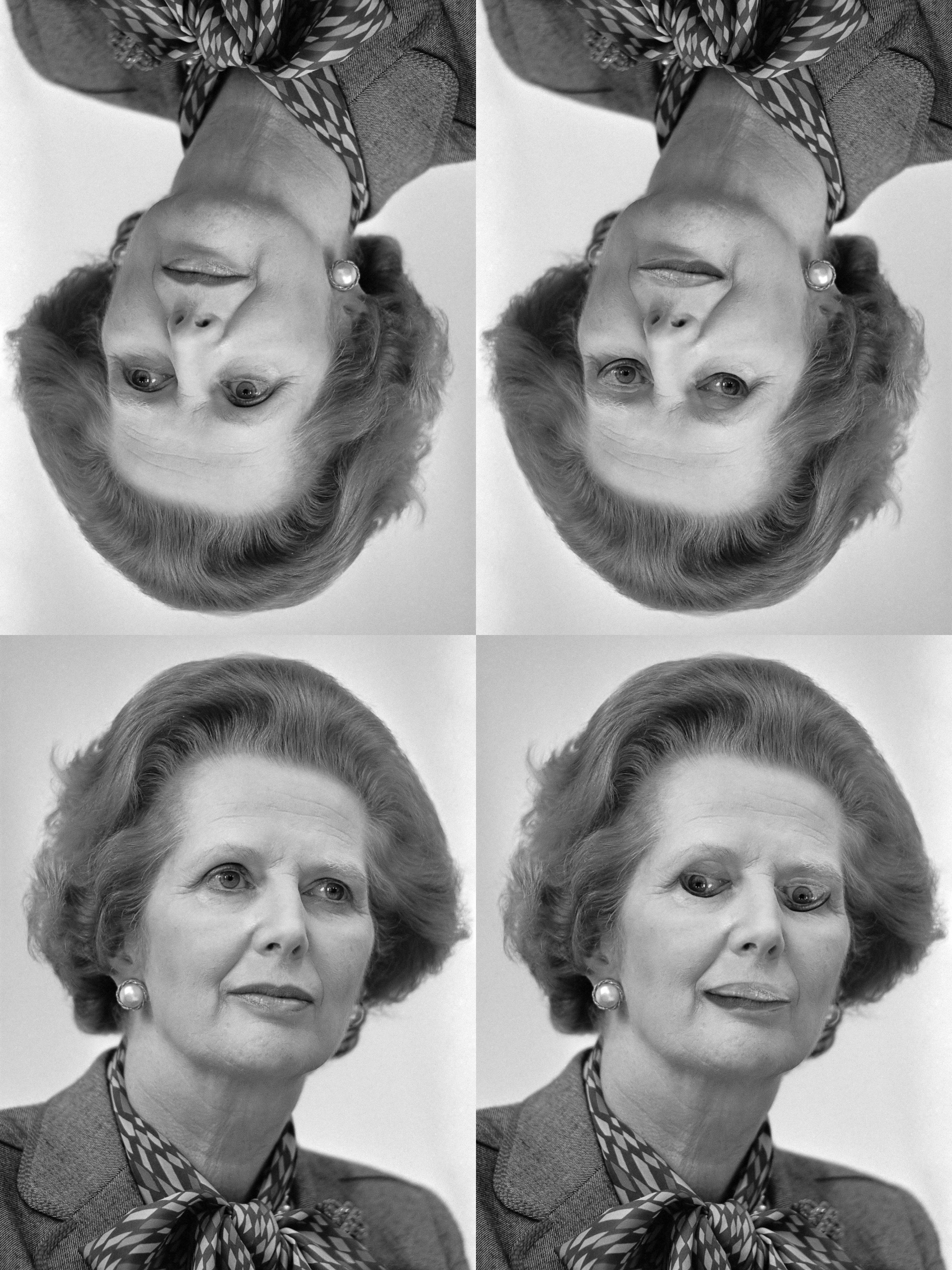
En haut, à l'envers, les deux visages paraissent tous les deux normaux, alors que quelque chose trouble la vision de la photo de droite, une fois les photos mises à l'endroit, en bas.

L'effet Thatcher ou l'illusion Thatcher est une illusion d'optique par laquelle il est plus difficile de percevoir des modifications ponctuelles d'un visage quand il est à l'envers, changements bien évidents pour le même visage dans le bon sens. Il porte le nom de la première ministre du Royaume-Uni, Margaret Thatcher, sujet de la photographie avec laquelle l'effet a été démontré pour la première fois. L'effet a été découvert en 1980 par Peter Thompson, professeur de psychologie à l'Université de York.

## Présentation
L'effet est illustré par une paire de photos identiques, qui sont inversées. La deuxième image est modifiée de sorte que les yeux et la bouche soient inversés, bien que les changements ne soient pas immédiatement évidents tant que l'image n'est pas vue verticalement. Dans le visage non inversé, l'effet Thatcher est dérangeant.
L'effet Thatcher serait dû à des modules cognitifs psychologiques spécifiques impliqués dans la perception des visages qui sont spécialement adaptés aux visages droits. Les visages semblent tous uniques malgré le fait qu'ils soient similaires et il est supposé que nous développons des processus spécifiques pour différencier les visages qui reposent autant sur la configuration que sur les détails des caractéristiques individuelles du visage, telles que les yeux, le nez et la bouche.
Il existe des preuves que les macaques rhésus, ainsi que les chimpanzés sont touchés par l'effet Thatcher, ce qui induit la possibilité que certains mécanismes cérébraux impliqués dans le traitement des visages aient évolué depuis un ancêtre commun il y a plus de 30 millions d'années.
Les principes de base de l'effet Thatcher dans la perception des visages est aussi appliqués au mouvement biologique. L'inversion locale des points individuels est difficile et, dans certains cas, presque impossible à reconnaître lorsque la figure entière est inversée.

## Recherches supplémentaires
L'illusion Thatcher est utile pour révéler la psychologie de la reconnaissance faciale. En règle générale, les expériences utilisant l'illusion de Thatcher examinent le temps nécessaire pour voir les caractéristiques incohérentes, qu'elles soient droites ou inversées. De telles mesures sont utilisées pour déterminer la nature du traitement des images faciales holistiques.
En s'intéressant aux angles intermédiaires entre le droit et le renversé, des études explorent l'apparition graduelle ou soudaine des illusions,. L'observation de l'illusion de Thatcher est trouvée dans tous les groupes où elle a été testée. Les enfants neurotypiques observent l'illusion, tout comme les enfants autistes et même les personnes atteintes de prosopagnosie.